# Eriogonum giganteum
Eriogonum giganteum är en slideväxtart som beskrevs av S. Wats.. Eriogonum giganteum ingår i släktet Eriogonum och familjen slideväxter.

## Underarter
Arten delas in i följande underarter:
- E. g. compactum
- E. g. formosum